# محمد جاكير
محمد جاكير (بالتركية: Mehmet Çakır)‏ هو لاعب كرة قدم تركي في مركز الهجوم، ولد في 4 يناير 1984 في أنقرة في تركيا. شارك مع منتخب تركيا تحت 21 سنة لكرة القدم. أما مع النوادي، فقد لعب مع أنقرة غوجو وأوفتاس سبور وسامسون سبور وطرابزون سبور وعثمانلي سبور وغنتشلربيرليغي ومعمورة العزيز سبور ونادي كارديمير كارابوك سبور.

## وصلات خارجية
- محمد جاكير على موقع اتحاد تركيا (لاعب) (الإنجليزية)
- محمد جاكير على موقع قاعدة بيانات كرة القدم.إي يو (الإنجليزية)
- محمد جاكير على موقع Soccerway.com (الإنجليزية)
- محمد جاكير على موقع عالم كرة القدم.نت (الإنجليزية)